# Starkenberg (Thuringe)
Starkenberg est une commune allemande de l'est du land de Thuringe située dans l'arrondissement du Pays-d'Altenbourg. Starkenberg fait partie de la Communauté d'administration du pays d'Altenbourg.

## Géographie

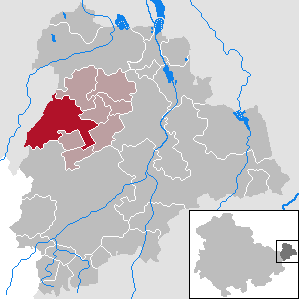
Situation de Starkenberg dans l'arrondissement d'Altenbourg

Starkenberg est située à 9 km à l'ouest d'Altenbourg, à la limite avec l'arrondissement du Burgenland (Saxe-Anhalt), dan sun paysage de collines au sud de la plaine de Leipzig. Elle est composée du village de Starkenberg et de dix-sept quartiers (population) :
- Breesen (18) ;
- Dobraschütz (64) ;
- Dölzig (15) ;
- Großröda (225) ;
- Kleinröda (96) ;
- Kostitz (394) ;
- Kraasa (97) ;
- Kreutzen (16) ;
- Misselwitz (10) ;
- Naundorf (207) ;
- Neuposa (193) ;
- Oberkossa (51) ;
- Pöhla (80) ;
- Posa (33) ;
- Starkenberg (280) ;
- Tanna (25) ;
- Tegkwitz (276) ;
- Wernsdorf (51).

Communes limitrophes (en commençant par le nord et dans le sens des aiguilles d'une montre) : Kriebitzsch, Monstab, Göhren, Göllnitz, Mehna, Dobitschen, Lumpzig, Zeitz et Elsteraue.

## Histoire
La première mention du village de Starkenberg date de 1222 où sont mentionnés des burgraves de Strakenberg.

### Incorporations de communes
Plusieurs communes ont été incorporées au territoire de Starkenberg :
- en 1938, Tanna ;
- en 1950, Breesen, Dobraschütz, Dölzig, Kostitz, Kreutzen, Oberkossa, Pöhla et Wernsdorf ;
- en 1957, Kraasa ;
- en 1974, Posa ;
- en 2008, Naundorf et Tegkwitz ;
- en 2012, Großröda.

## Démographie
Commune de Starkenberg dans ses limites actuelles :
| 1900  | 1933  | 1939  | 1995  | 2000  | 2005  | 2010  |
| ----- | ----- | ----- | ----- | ----- | ----- | ----- |
| 2 679 | 3 153 | 2 974 | 1 312 | 1 307 | 1 226 | 1 904 |

## Monuments

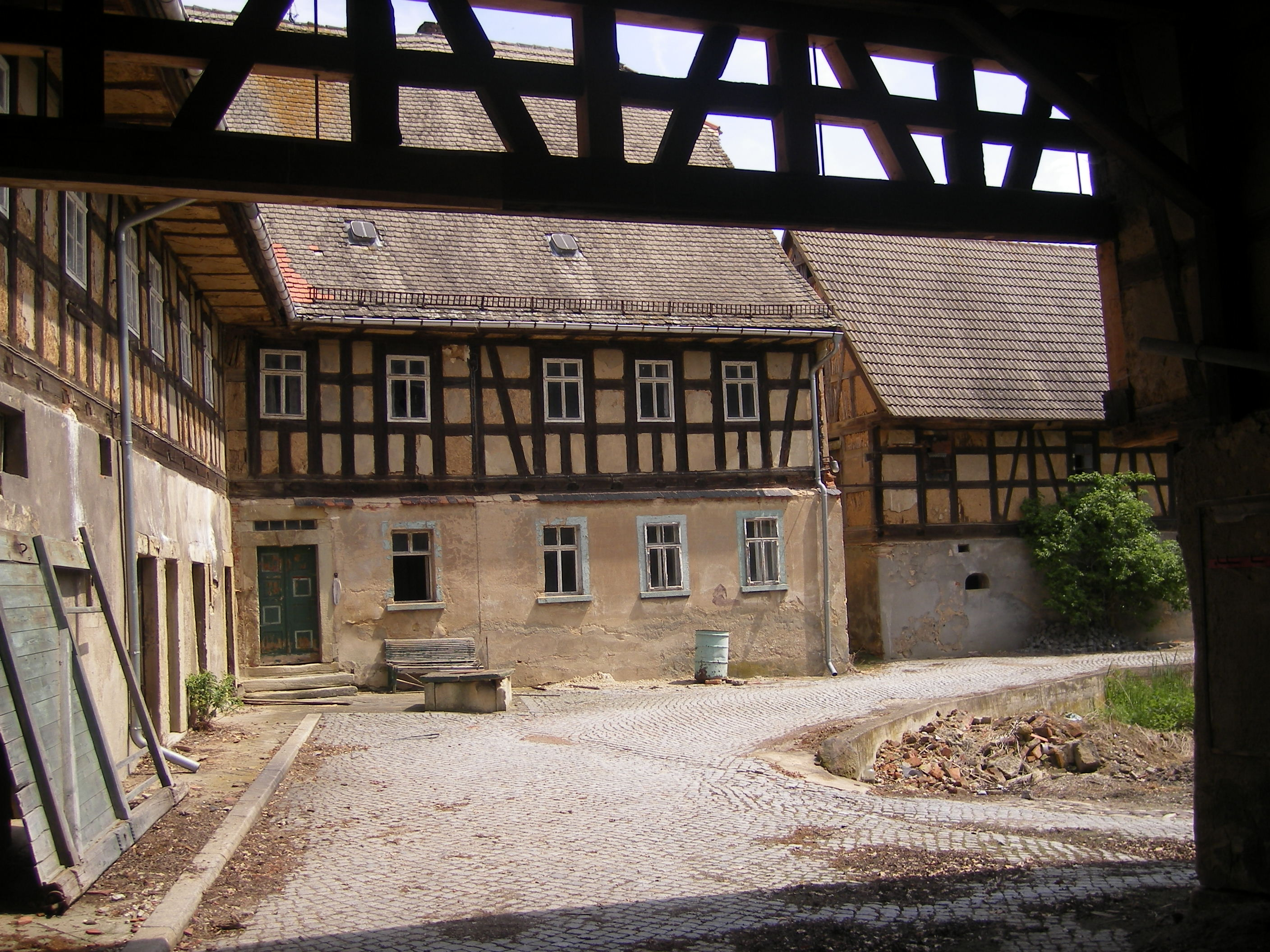
Maison Heitsch à Breesen

La commune compte de nombreuses maisons et fermes traditionnelles du pays d'Altenbourg :
- Breesen, maison Heitsch, ferme typique de l'Altenburger ;
- Dobraschütz, maison Kressescher, maison d'habitation à colombages.